# Kunkum

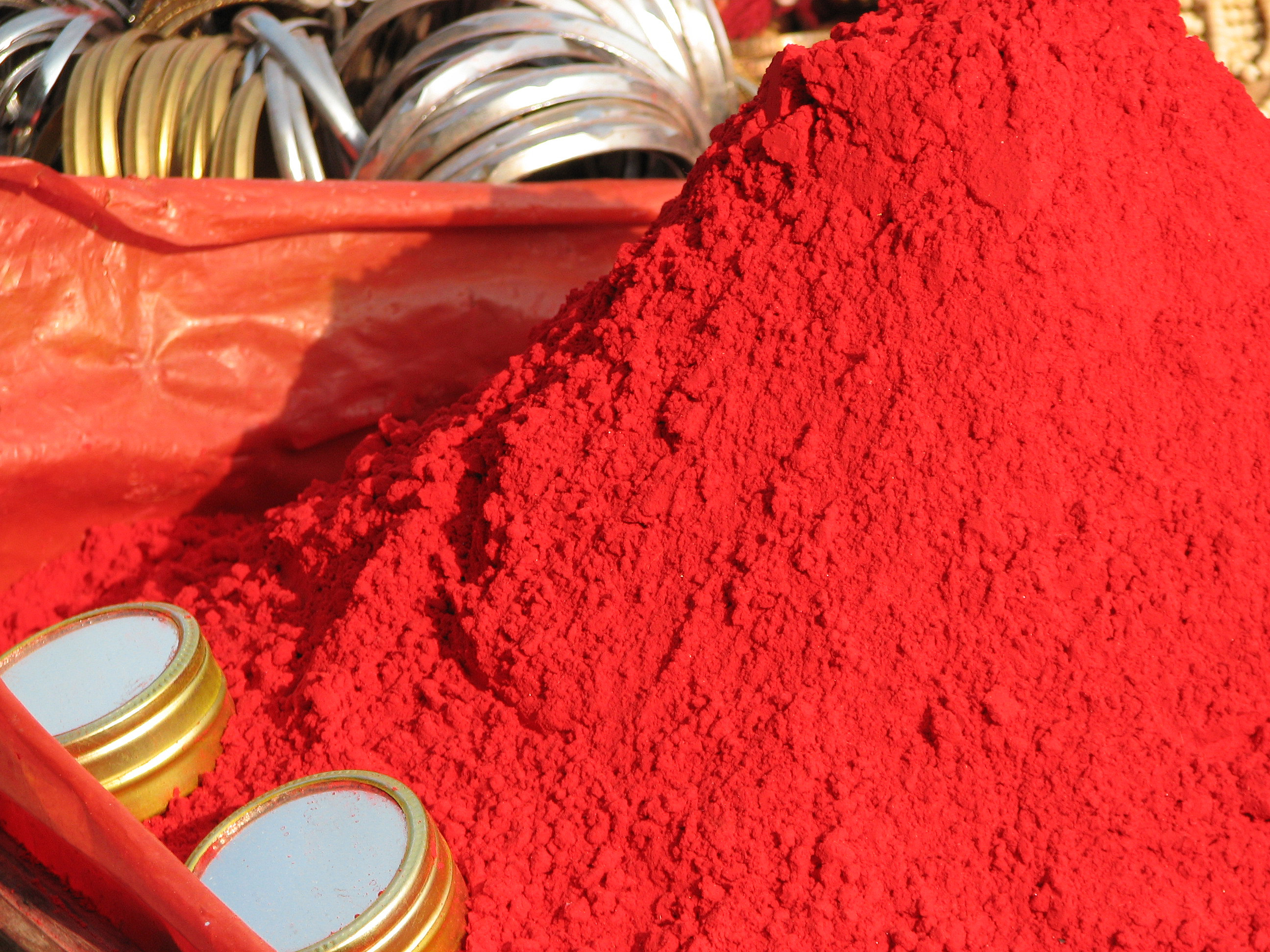
Kunkum na bazarze

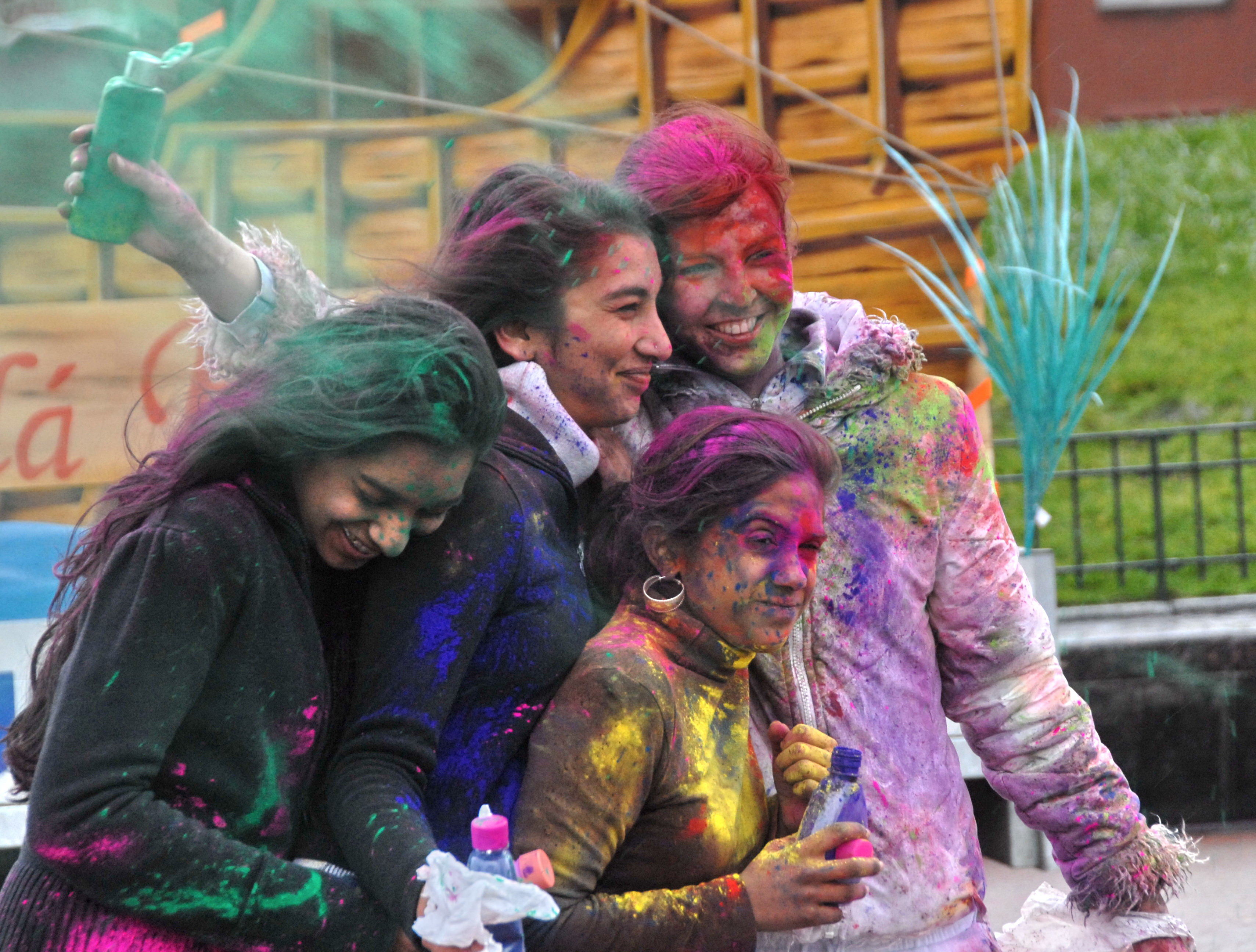
Święto holi

Kunkum (sanskryt: कुङ्कुमम् kuṅkumam, tamil: குங்குமம் kungumam,Telugu కుంకుమ kunkuma) – czerwony proszek używany podczas rytuałów i ceremonii hinduistycznych. Wytwarzany jest z kurkumy lub szafranu z domieszką wapna gaszonego, które zmienia naturalny żółty kolor w barwę intensywnie czerwoną. Kunkum jest symbolem mającym przynosić szczęście. Kunkum używany jest powszechnie podczas prostych rytuałów zwanych pudża w świątyniach hinduskich oraz, wraz z innymi barwnikami, podczas święta holi.